# Stanisława Wysocka

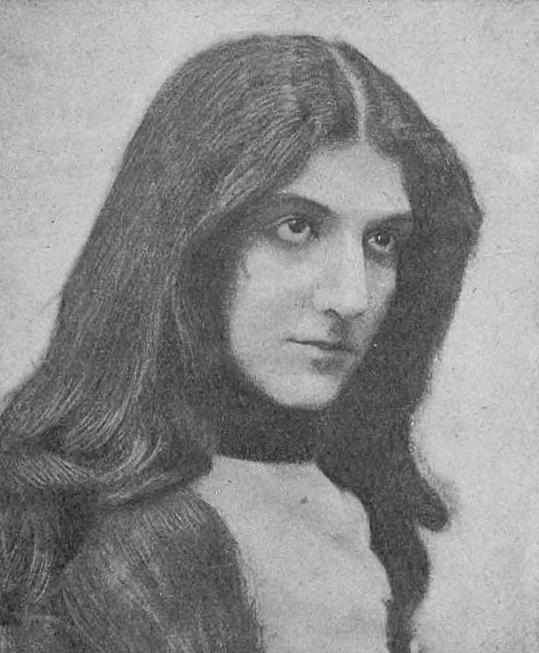
Stanisława Wysocka

Stanisława Wysocka (* 7. Mai 1877 in Warschau, Russisches Kaiserreich; † 17. Januar 1941 in Warschau, deutsch besetztes Polen) war eine polnische Schauspielerin, Theaterregisseurin und Lehrerin.

## Biografie
1893 schloss sie vermutlich das staatliche russische Gymnasium in Warschau ab. Sie beschloss, Schauspielerin zu werden und besuchte die Diktions- und Deklamationsionsklasse der Warschauer Musikgesellschaft. Im Jahr 1894 spielte sie bei einer Schulaufführung die Louise in Kabale und Liebe. Sie begann in Wandergruppen aufzutreten. Von 1895 bis 1896 trat ihre Gruppe unter anderem in Siedlce, Moskau, Riga und Sankt Petersburg auf. Wysocka trat anfangs hauptsächlich in Komödien und Possen auf. Erste Erfolge erzielte sie zum Beispiel in der Titelrolle der Kaśka aus Kaśka Kariatyda von Gabriela Zapolska (1895).
1898 wurde Wysocka für Debüts am Warschauer Staatstheater qualifiziert. Sie trat in den Rollen der Aza in Das Häuschen hinter dem Dorf von Józef Ignacy Kraszewski, Judyta in Uriel Acosta von Karl Gutzkow und Mańka in Pan Damazy von Aleksander Fredro auf. 1900 wurde Wysocka am Polnischen Theater in Posen angestellt. Dort debütierte sie als Desdemona in Othello. Dann spielte sie neben Komödien und Possen unter anderem auch Amalia in Die Räuber (1900) sowie die Prinzessin in Der silberne Traum der Salomea von Juliusz Słowacki (1901).
1901 engagierte der Direktor des Stadttheaters sie an der Krakauer Bühne, wo sie zehn Jahre verbrachte. 1911 verließ Wysocka das Krakauer Theater. Sie heiratete den Arzt Grzegorz Stanisławski, mit dem sie in Kiew lebte. Von dort aus gastierte sie in Krakau, Łódź und Warschau, wo sie 1913 im neu gegründeten Polnischen Theater engagiert wurde. Die Schauspielerin, die bereits als erste polnische Tragödienschauspielerin galt, verbrachte hier ein Jahr und hatte auch Gastauftritte, darunter in  Zagreb und Lwiw, wo sie die Titelrolle in Hamlet spielte. Sie war die erste polnische Schauspielerin, die die Rolle eines dänischen Prinzen spielte.
Den Ersten Weltkrieg verbrachte Wysocka mit ihrem Mann in Kiew. 1915 gründete sie das Experimentaltheater Studya, das sie zwei Jahre lang leitete. Das erste dort aufgeführte Theaterstück war Das Heimchen am Herde. Bald engagierte sie mehrere professionelle Schauspieler. Weitere Premieren, die 1916 gezeigt wurden, waren Gespenster und ein Theaterstück bestehend aus zwei Einaktern von Maurice Maeterlinck: L’Intérieur und L’Intruse. 1917 wurden Balladyna von Juliusz Słowacki, Die gelehrten Frauen, Rosmersholm und Le Cid aufgeführt. Wysocka übernahm aus ihrer Erfahrung in Krakau innovative Lichteffekte, indem sie Projektoren so manipulierte, dass die Körper der Schauspielerinnen und Schauspieler ungleichmäßig beleuchtet wurden und Teile ihrer Körper absichtlich im Schatten lagen. Später wurde diese Chiaroscuro-Technik in Warschau kritisiert, weil sie aus dem russischen Osten stamme, aber tatsächlich gelangte diese Idee vom österreichischen Krakau in das Russische Reich und dann zurück nach Westen vom Kiew des Bürgerkriegs ins polnische Warschau, alles über Wysocka und die durch den Krieg geschaffene Mobilität.
1920 kehrte sie nach Polen zurück und arbeitete zwei Jahre im Varieté-Theater in Warschau. Von 1921 bis 1923 war sie Direktorin der Staatlichen Schauspielschule am Musikkonservatorium in Warschau.  Von 1923 bis 1925 arbeitete sie am Theater in Krakau. Sie hatte auch Gastauftritte in Łódź, Posen, Zagreb, Belgrad, Lwiw und Vilnius.  In den Jahren 1925 bis 1926 leitete sie ein von ihr gegründetes Wandertheater. Von 1926 bis 1927 leitete sie das Stadttheater in Lublin und arbeitete anschließend bis 1928 als Schauspielerin und Regisseurin am Polnischen Theater in Posen. Von 1931 bis 1932 arbeitete sie im Stadttheater in Vilnius und leitete von 1932 bis 1933 das Stadttheater in Łódź.
Die letzten Vorkriegsjahre verbrachte sie im Warschauer Ensemble der Gesellschaft zur Förderung der Theaterkultur (1934–1939) und gastierte noch häufig. 1935 wurde ihr das Offizierskreuz des Ordens Polonia Restituta verliehen. Ab 1936 unterrichtete sie am Staatlichen Institut für Theaterkunst. Sie spielte auch in mehreren Filmen mit. Wysocka war ein Mitglied des Verbandes polnischer Bühnenkünstler und wurde mehrfach in dessen künstlerischen Rat gewählt. Während des Zweiten Weltkriegs hielt sie weiterhin Vorlesungen im Untergrund des Instituts für Theaterkunst. Sie gab bis zu ihren letzten Lebenstagen Unterricht und starb 1941 in Warschau.